# Дивелион
Дивелион или дибелион (грч. διβέλλιον) био је симбол касног Византијског царства, царев лични стег. Носио га је скоутариос („штитоноша”), заједно са царским штитом, на званичним догађајима. Српски цар Стефан Душан је такође усвојио царски дивелион, који је био љубичасте боје са златним крстом у средини.